# Ornebius consternatus
Ornebius consternatus är en insektsart som beskrevs av Sigfrid Ingrisch 2006. Ornebius consternatus ingår i släktet Ornebius och familjen Mogoplistidae. Inga underarter finns listade i Catalogue of Life.